# Sneek (strip)
Sneek is een Nederlandse stripreeks van Gerrit de Jager met een ringslang in de hoofdrol.
Deze gagstrip liep van 1988 tot 1999 in de opvolgers van het Nederlandse stripblad Eppo (Sjors en Sjimmie Stripblad en  Sjosji). De strip is een spin-off van de stripreeks De familie Doorzon.

## Album
Er verscheen ook een album van Sneek, uitgegeven door Big Balloon.
| Nummer | Titel          | Uitgavejaar |
| ------ | -------------- | ----------- |
| 1      | Mobiel reptiel | 1997        |